# Belinda Carlisle
Pour les articles homonymes, voir Carlisle (homonymie).
Belinda Carlisle, née Belinda Jo Carlisle le 17 août 1958 à Hollywood (Californie), est une chanteuse américaine.

## Enfance

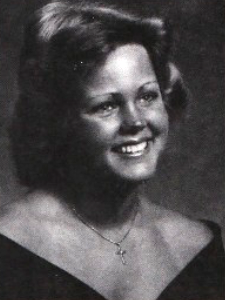
Belinda Carlisle 1976 yearbook photo

Belinda Carlisle est née dans le district de Hollywood à Los Angeles. Elle est la fille de Harold, un voyageur représentant de commerce, et de Joanne, mère au foyer. Belinda est l'aînée d'une fratrie de sept, ayant trois frères et trois sœurs. Elle a cinq ans quand son père abandonne la famille et à la suite du remariage de sa mère, se retrouve avec un beau-père avec lequel les relations sont médiocres, le Duc Kurczeski. Élevée à Thousand Oaks dans le comté de Ventura, qui fait partie de l'aire métropolitaine de Los Angeles, elle était une meneuse de claques dans son collège. À l'âge de 19 ans, elle quitte le domicile familial.

## Début de carrière: les Go-Go's
Le premier rôle de Carlisle en tant que musicienne est un bref passage en tant que batteuse du groupe punk The Germs. Elle porte alors le surnom de « Dottie Danger », et s'implique aussi en tant que choriste auprès de Black Randy and the Metrosquad. Peu après avoir quitté les Germs, elle fonde le groupe The Go-Go's avec ses amies et musiciennes Margot Olaverria, Elissa Bello et Jane Wiedlin. Olaverria et Bello quittèrent rapidement la nouvelle formation, remplacées par la guitariste Charlotte Caffey, la bassiste Kathy Valentine et la batteuse Gina Shock. Les Go-Go's deviennent un des groupes les plus populaires aux États-Unis au début des années 1980, et font partie de ces artistes qui permettent au mouvement new wave d'accéder aux radios américaines.
Le groupe est aussi la première formation 100 % féminine à classer un album no 1 dans leur pays en composant leur propre musique et en jouant elles-mêmes de leurs instruments. De 1981 à 1984, les jeunes femmes enregistrent trois albums, dont Beauty and the Beat et Vacation, respectivement multiple disque de platine et disque d'or après leur sortie en 1981 et 1982. Le dernier album du groupe, Talk Show, sort en 1984 mais ne connaîtra pas la même réussite que ses prédécesseurs.

## Carrière solo
Les Go-Go's se séparent en 1985. Belinda Carlisle entame alors une carrière solo, même si elle continue de collaborer avec Charlotte Caffey et Jane Wiedlin.

## 1986-87:Belinda
Cette nouvelle carrière donne l'occasion à Belinda Carlisle de se forger une image nouvelle. En effet, l'ère « Go-Go's », tout en l'ayant rendue célèbre, a été marquée par des excès en tout genre (drogue, sexe) comme elle le décrira elle-même plus tard. En 1986, elle épouse Morgan Mason, qui travaille au sein de l'administration de Ronald Reagan. La métamorphose commence.
En juin 1986 sort l'album solo Belinda, sur le label I.R.S. Records. L'opus connaît un certain succès en Amérique du Nord et est certifié disque d'or aux États-Unis et disque de platine au Canada. Le titre « Mad About You » devient un tube de l'été sur le continent nord-américain (numéro 3 aux États-Unis et numéro 1 au Canada), et son succès se prolonge en Australie. D'autres singles tirés de l'album sont lancés, comme « I Feel The Magic » et « Since You've Gone ».
Si le public semble avoir adopté Carlisle en tant que chanteuse solo, les critiques demeurent mitigées, faisant état des ressemblances entre les titres de l'album et l'œuvre des Go-Go's dans le passé. Effectivement, même si elle a amorcé un virage en recherchant une image plus consensuelle, la chanteuse demeure fortement influencée par sa Californie natale, une influence qui se voit particulièrement dans le clip de « Mad About You », qui met en valeur le soleil californien et le rêve hollywoodien.
L'album se distingue peu de la pop californienne de l'époque, représentée notamment par les Bangles. D'ailleurs, Susanna Hoffs des Bangles collabore à cet album, coécrivant le titre « I Need a Disguise » et faisant partie, avec les ex-Go Go's : Charlotte Caffey et Jane Wiedlin, des choristes. Les autres collaborateurs incluent Andy Taylor des Duran Duran, qui est à la guitare sur le morceau "Mad About You".

## 1987-88:Heaven on Earth
Pour son deuxième album, Belinda Carlisle travaille de nouveau sur l'image qu'elle projette. Elle abandonne sa courte chevelure blonde "californienne" pour des cheveux plus longs, de couleur auburn. Son style musical laisse de côté les influences californiennes en faveur d'une production plus lisse inspirée de la power-pop des années 1980. Rick Nowels est engagé comme producteur et Thomas Dolby s'occupe de la partie claviers sur certains titres.
Le premier single de Heaven on Earth est Heaven Is a Place on Earth, qui consacre la transformation de Carlisle. Pendant l'hiver 1987-88, le titre est numéro 1 non seulement aux États-Unis mais aussi au Royaume-Uni, aidé en cela par une vidéo signée Diane Keaton. Carlisle se permet de concurrencer dans les classements les poids lourds de l'époque que sont Michael Jackson et George Michael, ces derniers ayant sorti leurs albums Bad et Faith dans la deuxième moitié de l'année 1987.
La chanson Heaven is a Place on Earth a depuis été utilisée dans les bandes originales de plusieurs films et séries tels que Romy et Michelle, 10 ans après, Harold et Kumar s'évadent de Guantanamo, Black Mirror, American Pie : Marions-les !, The Handmaid's Tale : La Servante écarlate et dernièrement dans la deuxième saison de la série allemande Dark produite par Netflix. Sur YouTube, cette chanson est la plus utilisée dans les vidéos hommages à Heather O'Rourke.
Le second single de l'album est le morceau pop-rock I Get Weak (numéro 2 aux États-Unis et numéro 10 au Royaume-Uni), écrit par Diane Warren. Le single suivant est Circle in the Sand, qui atteindra lui aussi le Top 10 aux États-Unis, au Royaume-Uni et en Allemagne. Cette chanson est accompagnée par une vidéo mémorable de Peter Care, mettant en scène une Belinda Carlisle chantant sur une plage avec des images qui accompagnent de façon précise les paroles. Les singles World Without You et Love Never Dies connaîtront un succès modéré.
Après la sortie de cet album, Belinda Carlisle se lance dans une tournée baptisée « Good Heavens », au cours de laquelle elle remplit notamment le stade de Wembley à Londres. En 2009, une version remasterisée de Heaven on Earth est sortie, comportant des remixes et un DVD bonus d'un concert sur scène de 1988, inédit en DVD.

## 1989-91:Runaway Horses
Le 23 octobre 1989 sort l'album Runaway Horses. L'album atteint rapidement le Top 5 en Australie et au Royaume-Uni, et est certifié double disque de platine et disque de platine respectivement dans ces deux pays. Il marche bien au Canada également, mais ce n'est pas le cas aux États-Unis. Ainsi, le premier single, « Leave a Light On » (sur lequel George Harrison joue un solo de guitare) ne se classe que #11 aux States, alors qu'en Australie, au Canada et au Royaume-Uni, il est dans le Top 5.
Les autres singles de l'album, dont « Summer Rain », connaissent plus ou moins le même destin, indiquant ainsi que la popularité en baisse de Belinda Carlisle dans son pays natal est partiellement compensé par le succès qu'elle continue de connaître en Australie et en Europe. Notons enfin que sur la chanson « Whatever It Takes », Bryan Adams contribue en tant que choriste.

## L'après-1991
Dans les années 1990, Belinda Carlisle sort trois albums qui sont passés plus ou moins inaperçus, ainsi qu'un Best of. Elle se convertit au bouddhisme et affirme avoir cessé toute consommation de tabac, de drogue ou d'alcool. Elle s'est installée dans le sud de la France depuis le début des années 1990 et y vit depuis.
Une autre compilation de hits sort en 1999. En 2001, Carlisle et ses anciennes camarades des Go-Go's se réunissent pour une tournée. En 2007, elle sort Voila, son premier album studio depuis plus de dix ans. Cet album comporte des titres en français, dont des reprises d'Édith Piaf et de Françoise Hardy.
Depuis 2008, elle a participé à diverses tournées, souvent avec des groupes qui étaient ses contemporains dans les années 1980. Parmi les artistes avec qui elle a tourné, on retrouve Bananarama, Boy George (dont elle est une admiratrice déclarée), Howard Jones et Cutting Crew. En 2011, elle a chanté en solo en Australie, pays où elle est plus connue que dans son Amérique natale.
En mars 2009, elle est candidate de la 8e saison de Dancing with the Stars. Elle est en compétition avec notamment Denise Richards, Gilles Marini, Lil'Kim, Steve-O, David Alan Grier, Steve Wozniak ou encore Shawn Johnson, la gagnante. Elle sera la première éliminée.

## Discographie

### Albums studio
- 1986 : Belinda
- 1987 : Heaven on Earth
- 1989 : Runaway Horses
- 1991 : Live Your Life Be Free
- 1993 : Real
- 1996 : A woman & A Man
- 2007 : Voila
- 2017 : Wilder shores
- 2023 : Kismet (EP)
- 2025 : Once Upon a Time in California (Album de reprises)

### Compilations
- 1992 : The Best of Belinda - Volume 1
- 1999 : A Place on Earth: The Greatests Hits
- 2014 : The Collection
- 2019 : Gold (Coffret 3CD 56 titres dont 1 inédit "Both Sides Now")
- 2023 : Decades Volume 1: The Studio Albums (Coffret 4CD - albums de 1986 à 1991)
- 2024 : Decades Volume 2: The Studio Albums (Coffret 4CD - albums de 1993 à 2017)
- 2024 : Decades Volume 3: Cornucopia (Coffret 4CD inclus inédits de 1993 à 2021, Singles, faces B, enregistrements Live,...)